# Andrea Pangrazio
Andrea Pangrazio (* 1. September 1909 in Táhtászada; † 2. Juni 2005) war ein italienischer Bischof der katholischen Kirche.

## Leben
Pangrazio empfing am 3. Juli 1932 in Padua die Priesterweihe. Am 26. August 1953 wurde er von Papst Pius XII. zum Koadjutorbischof von Verona und zum Titularbischof von Caesarea in Thessalia ernannt. Die Bischofsweihe spendete ihm am 4. Oktober 1953 der Bischof von Padua Girolamo Bartolomeo Bortignon, Mitkonsekratoren waren Guido Maria Mazzocco, der Bischof von Adria, und Vittorio De Zanche der Bischof von Concordia. Am 19. Mai 1955 wurde Pangrazio zum Koadjutorbischof von Livorno bestellt und wurde am 10. Februar 1959 Nachfolger des am gleichen Tage verstorbenen Bischofs Giovanni Piccioni. Papst Johannes XXIII. ernannte Andrea Pangrazio am 4. April 1962 zum Erzbischof von Görz (Gorizia). Am 2. Februar 1967 wurde er als Erzbischof ad personam Bischof des Bistums Porto. Von 1966 bis 1972 war er Sekretär der italienischen Bischofskonferenz.
Mit Erreichung der Altersgrenze bot er Papst Johannes Paul II. seinem Rücktritt an, welcher am 7. Dezember 1984 angenommen wurde. Er starb am 2. Juni 2005 und wurde in der Kathedrale Sacri Cuori di Gesù e Maria im römischen Stadtteil La Storta beigesetzt.